# ハマ・オカモト
ハマ・オカモト（1991年〈平成3年〉3月12日 - ）は、日本のベーシスト、タレント、MC。ロックバンドOKAMOTO'Sのメンバーで、本名は濵田 郁未（はまだ いくみ）。
東京都出身。ソニー・ミュージックアーティスツ所属。史上最年少、初のアジア人ベーシストとして米国フェンダー社とエンドースメント契約締結を発表。お笑いコンビダウンタウンの浜田雅功と女優の小川菜摘の長男である。

## 略歴

### 少年時代からメジャーデビューまで
芸人の浜田雅功と女優の小川菜摘の長男として生まれる。大物芸能人の二世タレントであるという事実は、発表するなら自分自身のキャリアをしっかり付けてからという本人の意思により、2013年（平成25年）頃まで公表しなかった。小川によれば2013年（平成25年）までのハマのキャリアにおいて、お膳立て等は何ら行っていないという。
兄弟は四歳下に弟・未乘（）が居る。
他とは一線を画すユニークな校風に魅力を感じた両親の考えで和光幼稚園へ入学、以後同学園一貫の学校生活を送る。
中学時代、野球部に入部したが1日で辞め、ジャムセッション研究部に入部、友人であるオカモトコウキの勧めによりベースを始める。洋邦問わず様々な音楽を愛するも徐々にブラックミュージックへ傾倒していく。
2008年（平成20年）、インディーズバンド・EdBUSのサポートベーシストとして、下北沢GARAGEを中心にライブ活動を行う。同年夏、ズットズレテルズ結成、『HAPPY☆HAPPYどんとバースデーPARTY!』に出演。『閃光ライオット2009』にズットズレテルズのメンバーとしてエントリー。
2009年（平成21年）3月、和光高等学校卒業。卒業式では生徒会長として答辞を読み、当時から親交のあったセカイイチの『神通力』を自ら選曲し流した。同月21日、レコーディング参加のEdBUS『TENDERNESS』発売。同年6月21日、名古屋 新栄 CLUB ROCK'N'ROLLにてOKAMOTO'Sの新ベーシストとして初めて演奏。同年8月8日、東京ビッグサイト開催『十代限定の夏フェス・閃光ライオット2009』にズットズレテルズがファイナリストとして出演。その場で解散宣言し、同月14日に新宿紅布で解散ライブ、後の11月11日に1stアルバム『第一集』がリリースされるという異例の形になった。

### メジャーデビュー以降
2010年（平成22年）5月26日、OKAMOTO'Sの2ndアルバム『10'S』でメジャーデビュー。同年10月10日、『MUSIC FREAKS』（FM802）にて初の単独DJを担当）。
2011年（平成23年）2月19日、初めてのベース・マガジン表紙をMIYAVI、TOKIE、KenKen、吉田一郎（ZAZEN BOYS）とともに飾る。特集は『低音の真価を問う!サムライ・ギタリストからの果たし状』。同年3月19日、『ベース・マガジン』にてコラム連載『午前何時のハプニング?』がスタート。同年8月25日、タワーレコードのフリーペーパー『bounce』にて連載『ハマ・オカモトの自由時間』がスタート。同年9月7日、OKAMOTO'Sの4thアルバム『欲望』発売、初の単独クレジット曲であるインストゥルメンタル「ハマ・オカモトの自由時間」も収録。
2012年（平成24年）4月1日、ズットズレテルズ復活を宣言、5月5日『JAPAN JAM 2012』において初ライブ。同月5日、『RADIPEDIA』（J-WAVE）の新ナビゲーターとして出演開始。同年8月2日、「honeyee.com〈ハニカム〉」で単独ブログがスタート。同年11月20日、父親である浜田雅功を特集した雑誌『SWITCH』の付録CD「ラブレター」にベーシストとして極秘で参加。クレジットはハマ自身の発案で、この曲の作曲者で事務所先輩でもある奥田民生の楽曲に掛けて「人の息子」とする。
2013年（平成25年）1月3日、『RADIPEDIA』にて父・浜田雅功と初共演。同年2月19日、『ベース・マガジン』3月号にて初の単独表紙、カラー12Pの大特集が組まれる。同年6月20日、米国フェンダー社とエンドースメント契約締結を発表、史上最年少、アジア人ベーシストとしては初。同年9月3日、3年ぶり2度目の尿管結石を発症、救急搬送される。同年11月6日、音楽&カルチャー情報番組『スペシャエリア』の新VJに決定。同年12月28日発売の楽器奏者向け音楽雑誌『Player』2月号にて「2013 PLAYER READER'S POLL BEST BASSIST」の第5位に初選出される。同年12月31日、J-WAVEの年越し5時間生放送特別番組『J-WAVE YEAR END & NEW YEAR SPECIAL NEW GENERATION MUSIC PARTY』のナビゲーターに決定。
2014年（平成26年）1月18日、『ベース・マガジン』2月号にて単独表紙。内容は『OKAMOTO'S ニュー・アルバム『Let It V』、そして課外活動……ハマが語り尽くす低音流儀』。同年10月30日、ハマがMCを務めるバンドのリズム隊に着目した音楽番組『BIG AUDIO DYNAMITE』が放送開始。同年12月29日発売の楽器奏者向け音楽雑誌『Player』2月号にて「2014 PLAYER READER'S POLL BEST BASSIST」の第5位に選出される。同年12月31日、J-WAVEの年越し特別番組『J-WAVE YEAR END & NEW YEAR SPECIAL タイムアフターミュージック』の番組ナビゲーターを担当。
2015年（平成27年）2月14日、眼鏡ショップZoffを運営する株式会社インターメスティックが発表した、ヴィンテージ・スタイルを提案する"CLASSIC"シリーズ新商品のイメージ・キャラクターに女優 二階堂ふみと共に抜擢される。同年4月3日・4日、「鈴木茂×猪野秀史 Special Support with 林立夫&ハマ･オカモト 〜Billboard Live Tour 2015〜〜」に出演。同年5月19日、『ベース・マガジン』6月号にてジョージ・クリントンとともに表紙。特集は『2015年、Pファンクを巡る旅 featuring ジョージ・クリントン×ハマ・オカモト（OKAMOTO'S）』。同年11月11日、「THE BASS DAY LIVE 2015」に出演。長岡亮介（ペトロールズ）、オカモトレイジ（OKAMOTO'S）、呂布（KANDYTOWN）とともにパフォーマンスを披露。同年12月末、シグネチャーモデル「HAMA_OKAKMOTO PRECISION BASS "#4"」がフェンダーミュージックから発売される。同月29日発売の楽器奏者向け音楽雑誌『Player』2月号にて「2015 PLAYER READER'S POLL BEST BASSIST」の第2位に選出される。同月31日、J-WAVEの年越し特別番組『J-WAVE YEAR END & NEW YEAR SPECIAL TIME FOR MUSIC』の番組ナビゲーターを担当。
2016年（平成28年）2月28日、『スカパー!音楽祭2016』のMCをももいろクローバーZの玉井詩織とともに務める。同年11月11日、「THE BASS DAY LIVE 2016」に出演。ハマは吉田一郎（ZAZEN BOYS）をパートナーに迎えパフォーマンスを披露。同年12月29日発売の楽器奏者向け音楽雑誌『Player』2月号にて「2016 PLAYER READER'S POLL BEST BASSIST」の第2位に選出される。同月31日、J-WAVEの年越し特別番組『J-WAVE YEAR END & NEW YEAR SPECIAL TIME FOR MUSIC』の番組ナビゲーターを担当。
2017年（平成29年）1月23日・24日、パシフィコ横浜開催の星野源 新春ライブ「YELLOW PACIFIC」に参加。同年4月19日、『ベース・マガジン』5月号にてTOKIE、佐藤征史（くるり）、磯部寛之（[Alexandros]）とともに表紙。特集は『プロフェッショナルであるということ──アップデートされたフェンダー定番シリーズのすべて』。同年8月2日発売の楽器奏者向け音楽雑誌『Player』9月号の表紙に。長い歴史を持つ『Player』において初の日本人ベーシスト単独表紙。同月19日、『ベース・マガジン』9月号にて単独表紙。『ハマ・オカモトの今』を特集。同年9月7日・14日、「鈴木茂×猪野秀史 Special Support with 林立夫&ハマ・オカモト 〜Billboard Live Tour 2017〜」に出演。同年11月11日、「THE BASS DAY LIVE 2017」に出演。ハマは恒岡章（ドラム／Hi-STANDARD）、猪野秀史（ピアノ、ボーカル）とのスリーピースでセッションを披露。同年12月21日、吉澤嘉代子、弓木英梨乃（KIRINJI）、DJ松永（Creepy Nuts）とともにバンドを結成することをそれぞれのSNSにて宣言。同月31日、J-WAVEの年越し特別番組『J-WAVE YEAR END & NEW YEAR SPECIAL TIME FOR MUSIC』の番組ナビゲーターを担当。
2018年（平成30年）1月4日発売の楽器奏者向け音楽雑誌『Player』2月号にて「2017 PLAYER READER'S POLL BEST BASSIST」の第1位に選出される。同年2月6日、Fenderオフィシャルサイトにて新連載「WHAT IS ORIGINAL? studied by HAMA_OKAMOTO」がスタート。楽器のパーツの変遷について語る。同年3月13日から22日まで、吉澤嘉代子の「ウルトラスーパーミラクルツアー」にサポートメンバーとして参加。同月24日、吉澤嘉代子、弓木英梨乃（KIRINJI）、DJ松永（Creepy Nuts）と結成したバンドの名称が「LALLA」に決まったことをSNS上で発表。同年5月9日、自身がレギュラーMCを担当するミレニアル世代向け動画メディア「McGuffin」の新コンテンツ"Mellow Down Easy"がスタート。同月14日、「ホフディラン 春のベースまつり2018」に出演。同月17日、LALLAのメンバーとして澤村一平（SANABAGUN.）が加わることをSNS上で発表。同月19日、『ベース・マガジン』6月号にて亀田誠治とともに表紙。特集は『頂上対決 プレベ vs ジャズベ』。同年6月12日から22日、「鈴木茂×猪野秀史 Special Support with 林立夫＆ハマ･オカモト〜Tour 2018〜」に出演。過去2回、不定期で開催されていた同名ビルボードツアーが、規模を拡大。東阪ビルボード、名古屋ブルーノート公演を含む全5箇所でのツアー。同月24日、「セカイイチのサポートベーシスト感謝祭 Vol.3」に出演。同年8月24日、シグネイチャーモデル「HAMA_OKAMOTO PRECISION BASS “#4”」に、新色Olympic Whiteが追加。既存の3 Tone Sunburstモデルとあわせてリニューアルされ、フェンダーミュージックより発売開始。同年11月26日、ハマが楽器屋店員役として出演＆CM音楽の演奏としても参加する積水ハウス株式会社の企業CM「この日を忘れない」篇が放送開始。
2019年（平成31年）1月15日、『星野源のオールナイトニッポン』にゲスト生出演。同年2月1日、シューズブランド「ニューバランス」にて展開される「THE INDEPENDENTS #らしさは強さだ」キャンペーンに参加。同月2日から3月10日に開催された、「星野源 DOME TOUR 2019 『POP VIRUS』」に参加。同年2月19日、『ベース・マガジン』3月号にて単独表紙。関ジャニ∞の丸山隆平との特別対談を含む巻頭特集。同年3月12日、大阪・なんばHatchにてハマ・オカモトの生誕を記念したイベント「OKAMOTO'S 10周年記念特別公演 ～ハマ・オカモト"に"大感謝祭！～」を開催。同月12日、モードファション誌『GINZA』（マガジンハウス）にてハマが日常の雑感を語りおろす連載「私的なオノマトペ」がスタート。同年6月27日、OKAMOTO'Sがデビュー10周年を記念した初の日本武道館ワンマン公演を開催。同年12月31日、星野源のバックバンドのメンバーとして『第70回NHK紅白歌合戦』に初出場し、「ドラえもん」と「Same Thing」を『おげんさんといっしょ』からおげんさんファミリーとして演奏。
2020年（令和2年）2月26日、ハマ監修によるVINTAGE MODIFIED MONOGRAMMED STRAP（）がフェンダー・ミュージックより数量限定で発売。同年5月11日、ムック本『BASS MAGAZINE SPECIAL FEATURE SERIES『2009-2019“ハマ・オカモト”とはなんだったのか？』』が発売（当初の発売予定日3月26日より延期）。同年10月21日、ハマが安部勇磨（never young beach）と共にゼミ生として参加する音楽ナタリーの細野晴臣の連載企画「細野ゼミ」がスタート。同月25日、自身と甲田まひるがMCを務める月1放送の番組『プレスク』がスタート。
2021年（令和3年）3月4日、新商品“微アルコール”ビールテイスト飲料 アサヒビール『アサヒビアリー』のテレビCMに出演。本田翼と共にイメージキャラクターに起用。同月8日、『SPACE SHOWER MUSIC AWARDS 2021』でMCを担当。同年4月22日、日本郵便の新テレビCM「手紙の部屋 母の日」編に芦田愛菜と共に出演。同年8月25日、シグネチャーモデル第二弾「Hama Okamoto Fender® Katana Bass」がフェンダーミュージックから発売される。同年9月18日、ハマ・オカモト監修「VINTAGE MODIFIED MONOGRAMMED STRAP」の新作（ピンクとトロピカルの2色）がフェンダーミュージックから発売される。同年10月7日、齋藤飛鳥と共にMCを務める新番組 テレビ朝日「バラバラ大作戦」ゾーン内『ハマスカ放送部』が放送開始。同月9日、『シブヤノオト and more Fes. 2021』生放送内で、番組企画バンド「SHOCK & RUN YO!（）」のメンバーとしてマハラージャン作のオリジナル曲「貞☆子」を披露。同年12月30日、新型コロナウイルス感染症の影響を受けて年内閉店が発表された下北沢GARAGE「Our House Welcome Home -さよなら2021-」の水野創太パートにゲスト出演、EdBUS時代の楽曲「彼女」を演奏。
2022年（令和4年）2月1日から11日まで、木村カエラの初ビルボードライブツアー「KAELA presents “KAELAB” Billboard Live 2022」にバンドマスターとして参加。同年2月3日、『ハマスカ放送部』がバラバラ大選挙において「視聴者グランプリ」を獲得。それに伴い「ご褒美特番」、4月からは放送時間昇格＆放送尺も30分に拡大が決定。同年3月15日、『SPACE SHOWER MUSIC AWARDS 2022』でMCを担当。同年4月1日、ハマ単独MCのラジオ番組『THE TRAD FRIDAY IG STOCK BEATS』がスタート。同年6月3日、清野茂樹が他ジャンルの一流とコラボレーションするイベント「実況芸セッション 13 ハマ・オカモトと清野茂樹」にハマ･オカモトが出演。同年7月29日、「90'S TOKYO BOYS IN HALL SPECIAL 〜アフタースクール～」の総合演出を担当。同年12月31日、『第73回NHK紅白歌合戦』に「桑田佳祐 feat. 佐野元春, 世良公則, Char, 野口五郎」のゲストプレーヤーの一人として参加。
2024年（令和6年）4月2日、体調不良のため活動を休止することを発表。7月20日、9月から開催されるOKAMOTO’Sの8年ぶり2度目の全国47都道府県ツアー「OKAMOTO’S 15th Anniversary FORTY SEVEN LIVE TOUR -RETURNS-」から活動再開することを発表。

## 人物
空手を小二の間習っていた。やめた理由は「前蹴りが痛かったから」。
劇作家の根本宗子とは、仕事の相談などもする友人である。

## エピソード

### ベーシスト
サックス奏者だった母方の祖父から大きな影響を受けた。ハマ・オカモトについて、母親の小川菜摘は「父は若い時に音大を出て、ずっとテナーサックスを吹いていてバンマスをやっていた。ピアノとかサックスをおじいちゃんがうちの息子たちが小さい時に教えてたという時期もあった。だから、しいて言ったら、浜田家の血ではなくてうちの父親の血だよね。浜田のお父さんは塗装屋さんですから」と述べている。
ベースは独学、主にコピー中心の練習。敬愛するベーシストはジャック・ブルース、フリー、ルイズルイス加部、亀田誠治他多数。また、直接指導を受けたわけではないが師匠的な存在としてインストバンド・nenemの右田眞の名前も度々挙げている。OKAMOTO'Sで演奏する上ではジョン・エントウィッスルのプレイを参考にしているという。今やハマの代名詞とも言えるプレシジョンベースだが出会いは高校時代、長岡亮介の助言によるものだった。
『bounce』連載、単独クレジット曲に題された「ハマ・オカモトの自由時間」は愛聴盤『ノラ・ジョーンズの自由時間』に魅かれそこから引用。
2018年（平成30年）12月18日にリリースされた星野源のアルバム『POP VIRUS』の初回限定盤に付属Blu-ray&DVDに収録されている特典映像「ニセ明と仲間たち」で、ウソノ晴臣役で出演。また、翌年の『星野源 DOME TOUR 2019 “POP VIRUS”』でも同役で出演する場面があった。

### 父
父親である浜田雅功との初共演は当時自身がMCを務めていたラジオ番組「RADIPEDIA」の2013年（平成25年）1月3日放送分。ごぶごぶラジオにも2019年（平成31年）1月19日放送回などに出演しており、ごぶごぶフェスティバルにも2025年（令和7年）5月10日に父親と出演。
2024年（令和6年）1月13日放送のMBS「ごぶごぶ」に出演した浜田雅功は「俺、漫才師やで?なんで息子がベース弾いてんねんって、俺は思てるからね」と述べている。
父方の祖父母は鹿児島県出身であり、祖父は垂水市出身であると明かしている。

## 使用機材
- Fender Precision Bass
パドル・ペグ搭載の68年製。2012年頃購入。メインベースとして使用。
- Fender Precision Bass
59年製。2016年に購入後、レコーディングではメイン器として使用。
- Fender Hama_Okamoto Precision Bass #4[20]
細部にわたるまで拘りつつ10万円を切る価格帯を想定し作られたハマのシグネチャーモデル、自身もライブ等で使用。2015年12月発売。
- Fender Precision Bass
70年代中期製、フレットレス仕様。ボディカラーはオリジナルブラック。
- AMERICAN SHOWSTER AS-57 Bel-Air Bass
90年代製、シールドジャック部分がアメ車のテールランプのように光る仕様。ライブにて「JOY JOY JOY」や「SEXY BODY」などスラップを多用する曲で使用。
- Squier Katana Bass
85年製。ピックアップ、ピックガードなどカスタマイズされている。OKAMOTO'Sの「NEKO（Remix） feat.呂布/MUD」MVで使用。
- EKO Rok Bass
ルイズルイス加部に憧れるハマが長年探し求めてついに手に入れた一本。
- HONEY JET-68B
エコー製ロケット・ベースにインスパイアされたルックスを持つ。「マジメになったら涙が出るぜ」MVで使用。
- Fender Performer Bass
- ベースの弦はダダリオ

## 関連バンド
- OKAMOTO'S
- ズットズレテルズ
- LALLA
- EdBUS[21]

## レコーディング参加
2009年
- EdBUS （「TENDERNESS」 2009年3月21日）
- ズットズレテルズ （「第一集」 2009年11月11日）
- ブライアン新世界 （栄光のロックスター☆ 〜俺たちはLOCKSTARなんだ!〜 「閃光ライオット2009」 2009年12月2日）

2010年
- BAND A （girl's end 「girl's end」 2010年6月9日）
- Gota&可夢偉サポーターズ （Possible 「可夢偉 (F1ドライバー“小林可夢偉”サポートテーマ)」 2010年9月29日）
- SMA All Stars （ベストヒットSMA〜Song Meets Audience〜 2010年）

2011年
- 雅-MIYAVI- （WHAT’S MY NAME? feat.ハマ・オカモト(from OKAMOTO’S) 「WHAT’S MY NAME? e.p.」 2011年2月2日）
- 土岐麻子 （heartbeat 「BEST! 2004-2011」 2011年12月14日）

2012年
- 星野源 （もしも、乱視 「フィルム」 2012年2月8日）、（彼方 「夢の外へ」 2012年7月4日）、（季節 「知らない」 2012年11月28日）
- 真心ブラザーズ （アメンボ 「Keep on travelin」 2012年4月25日）
- 杏子 （タイムリミット with OKAMOTO'S 「Sky's My Limit」 2012年10月3日）
- 浜田雅功（SWITCH付録CD 「ラブレター」 2012年11月20日）

2013年
- 住岡梨奈 （ハレノヒ 「ハレノヒ」 2013年1月30日）、（ポーズ 2013年4月3日 OKAMOTO'Sとして参加）、（We Are Never Ever Getting Back Together 2013年12月23日）
- 赤い靴 （ヒルニナルレイン 「イノリーマスの森」 2013年5月8日）
- 星野源 （ダスト 「ギャグ」 2013年5月8日）
- 真心ブラザーズ （消えない絵 2013年5月29日）
- 杏子 （あなたにアディクション with いまみちともたか & OKAMOTO'S　2013年7月3日）
- 山下智久 （SUMMER NUDE '13 「SUMMER NUDE '13」 2013年7月31日　OKAMOTO'Sとして参加）
- 藤原ヒロシ （solfa、f.o.他 「manners」 2013年10月16日）
- ももいろクローバーZ （GOUNN「GOUNN」 2013年11月6日）
- RIP SLYME （SLY 「SLY」 2013年11月13日）

2014年
- 花澤香菜 （last contrast 「25」 2014年2月26日）
- GLIM SPANKY （焦燥、MIDNIGHT CIRCUS 「焦燥」 2014年6月11日）
- 星野源 （Crazy Crazy、Night Troop 「Crazy Crazy／桜の森」 2014年6月11日）
- トータス松本 （「わーっ!/チャリダー」 2014年6月23日）
- THE BAWDIES （LIVE AT BILLBOARD LIVE 20140317 ※初回限定盤ボーナストラック 「NICE AND SLOW / COME ON」 2014年6月25日）
- 遠藤舞 （Baby Love 「Baby Love」 2014年8月6日　OKAMOTO'Sとして参加）
- 住岡梨奈 （涙日和、カラフル・モノクローム 「watchword」 2014年11月12日）
- チャラン・ポ・ランタン （ワーカホリック 「テアトル・テアトル」 2014年12月3日）

2015年
- BŌMI （月曜のメランコリー、瞬くスピードで 「BORN IN THE U.S.A.」 2015年1月21日）
- UCARY & THE VAENTINE （I’M IN LOVE WITH YOU 「NEW DANCE」 2015年3月8日）
- ましまろ （ガランとしてる、公園、ハートビート「ガランとしてる」 2015年5月13日）、（はだしになったら、ずっと「ましまろ」 2015年9月2日）
- Char （トキオドライブ 「ROCK十」 2015年5月22日）
- 星野源 （SUN 「SUN」 2015年5月27日）、（Week End、時よ 「YELLOW DANCER」 2015年12月2日）
- Hey!Say!JUMP （DISCO JOCKEY!!! -Bonus Tracks- 「JUMPing CAR」 2015年6月24日）
- PUFFY （COLORFUL WAVE SURFERS、COCO Hawaii 2015年7月29日）
- sébuhiroko （Lost Highway 「WONDERLAND」 2015年9月16日）
- 八代亜紀 （Give You What You Want 「哀歌-aiuta-」 2015年10月28日）
- 関ジャニ∞ （勝手に仕上がれ 「関ジャニ∞の元気が出るCD!!」 2015年11月11日　OKAMOTO'Sとして参加）
- MIYAVI （Express It 「CITIZEN ATTESA 2015のCMソング」）

2016年
- 夢みるアドレセンス （舞いジェネ! 「舞いジェネ!」 2016年1月20日　OKAMOTO'Sとして参加）
- ももいろクローバーZ （マホロバケーション 「白金の夜明け」 2016年2月17日）
- 私立恵比寿中学 （面皰 「穴空」 2016年4月20日）
- Negicco （SNSをぶっとばせ 「ティー・フォー・スリー」 2016年5月24日　OKAMOTO'Sとして参加）
- 平井堅 （驚異の凡才 「THE STILL LIFE」 2016年7月6日）
- 吉澤嘉代子 （アボカド feat.伊澤一葉 「吉澤嘉代子とうつくしい人たち」 2016年8月3日）
- 奥田民生 （奥田民生 生誕50周年伝説“となりのベートーベン” DISC2 [DVD/CD]　2016年9月7日）
- ムジカ・ピッコリーノ メロトロン号の仲間たち （モンキー・マジック「ムジカ・ピッコリーノ Mr.グレープフルーツのブートラジオ」 2016年9月21日）
- 杏子 （イカサマ美男子 feat. リンダ 「イカサマ美男子 feat. リンダ / Magenta Butterfly」 2016年9月28日）
- 星野源 （恋、Drinking Dance 「恋」 2016年10月5日）
- 高橋みなみ （夢売る少女じゃいられない 「愛してもいいですか?」 2016年10月12日　OKAMOTO'Sとして参加）

2017年
- 小池美由 （恋する二人は、ひとりごと 「恋する二人は」 2017年2月8日）
- 関取花 （もしも僕に、平凡な毎日 「君によく似た人がいる」 2017年2月15日）
- 吉澤嘉代子 （ユートピア 「屋根裏獣」 2017年3月15日）
- Charisma.com （classic glasses 「not not me」 2017年3月22日）
- ONIGAWARA （ヒットチャートをねらえ! 「ヒットチャートをねらえ!」 2017年3月22日）
- 大塚愛 （HEY!BEAR 「LOVE HONEY」 2017年4月12日）
- JUON （my girl 2017年5月17日、T.N.C 2017年6月21日）
- 星野源 （プリン 「Family Song」 2017年8月16日）

2018年
- KinKi Kids （DESTINY 「Topaz Love/DESTINY」 2018年1月24日）
- 星野源 （ドラえもん 「ドラえもん」 2018年2月28日）、（Pop Virus、Get a Feel、Pair Dancer、Nothing、初回限定盤付属映像 Live at ONKIO HAUS Studio 「POP VIRUS」 2018年12月19日）
- chelmico （OK,Cheers 2018年5月16日）
- LiSA （NIPPON 「椎名林檎トリビュートアルバム『アダムとイヴの林檎』」 2018年5月23日）
- 森山直太朗 （出世しちゃったみたいだね 「822」 2018年8月22日）
- 松室政哉 （海月 「海月」 2018年9月19日）
- 吉澤嘉代子 （洋梨、最終回 「女優姉妹」 2018年11月7日）
- The Gangoose （CRYBABY 「映画“ギャングース”主題歌」 2018年11月15日）
- 積水ハウスの歌 ベースバージョン （「この日を忘れない」篇 CMソング　2018年11月）

2019年
- 花澤香菜 （Change !、おとな人間 「ココベース」 2019年2月20日　OKAMOTO'Sとして参加）
- 中島卓偉 （いいんじゃない? 「GIRLS LOOK AHEAD」 2019年3月27日）
- スガシカオ （ドキュメント2019 feat. Mummy-D 「労働なんかしないで 光合成だけで生きたい」 2019年4月17日）
- いきものがかり （きみへの愛を言葉にするんだ 「WE DO」 2019年12月25日）

2020年
- iri （Coaster 「Sparkle」 2020年3月25日）
- スチャダラパーからのライムスター （Forever Young 2020年4月1日)
- 星野源（うちで踊ろう "Potluck Mix" 2020年5月29日）
- 「KinKi Kidsのブンブブーン」テーマソング
- 藤原ヒロシ （TERRITORY 2020年6月29日）、（MAIとPAUL 「slumbers 2」 2020年10月7日））
- 菅田将暉 × OKAMOTO'S （Keep On Running　2020年8月7日）
- ゆず （公私混同 2020年8月17日）
- 京都国際映画祭テーマソング （Kyoto Film Festival Band 「KYOTO 踊ろう ASHITATO 歌おう」 2020年10月07日）

2021年
- 星野源 （創造 2021年02月17日）、（不思議 2021年4月27日）
- マハラージャン （セーラ☆ムン太郎、示談、適材適所 「セーラ☆ムン太郎」 2021年3月24日）、（僕のスピな人、次いくよ、行列、地獄Part2 「僕のスピな人」 2021年7月16日）
- 足立佳奈 （ノーメイク 2021年4月7日）、（ライオンの居場所 「あなたがいて」 2021年11月24日）
- ゴリラ祭ーズ （有楽町のうた 2021年）
- Mega Shinnosuke （Lead 2 Love :) 「CULTURE DOG」 2021年9月8日）
- HamaSTUTS （tradfunk 2021年10月6日、TradCityNight 2021年10月21日）
- 福原遥 （Lucky Days feat. OKAMOTO'S 2021年10月15日）
- Rei （Smile! with 藤原さくら 2021年10月15日）
- iri （Valerie 「2016-2020」 2021年10月27日）
- Fender 75th Anniversary Charity Project - We Love Music （We Love Music 2021年11月10日）
- ミッキー吉野 （銀色のグラス feat. Char 「Keep On Kickin' It」 2021年12月22日）

2022年
- マハラージャン （先に言って欲しかった 2022年1月15日）
- 映画「テレビで会えない芸人」サウンドトラック （2022年1月29日）
- 大迫傑「I’m not done running yet.」サウンドトラック (2022年2月7日)
- Rei （ぎゅ with 細野晴臣 2022年2月18日）、（QUILT with Ryohu and Friends、月とレター with 山崎まさよし 「QUILT」 2022年4月13日）
- Cocco （コバルト 「プロム」 2022年3月23日）
- 黒木渚 （ロマン 「予測不能の1秒先も濁流みたいに愛してる」 2022年4月20日）
- Mega Shinnosuke （未来時代 2020年5月20日）
- OMSB （大衆 「ALONE」 2022年5月25日）
- アイナ・ジ・エンド （私の真心 2022年6月6日）
- YeYe （確かな午後 2022年7月6日）、（皆誰かの大事 「はみ出て！」 2022年9月21日）
- マハラージャン （エルトン万次郎、貞☆子 「正気じゃいられない」 2022年7月6日）
- Hey! Say! JUMP （業務☆スーパーマン 「FILMUSIC!」 2022年8月24日）
- Mirage Collective （Mirage Op.3 - Collective ver. 2022年11月22日）
- ハマスカのテーマ （2022年11月29日）
- 清竜人 （愛が目の前に現れても僕はきっと気付かず通り過ぎてしまう 「FEMALE」 2022年11月30日）

2023年
- RHYMESTER （My Runway feat. Rei 2023年6月14日）
- ゆるミュージックほぼオールスターズ （ミドリムシのうた 2023年6月16日）
- マハラージャン （DREAM、噂のキャンディ 「蝉ダンスフロア」 2023年7月14日）
- DISH// （everyday life. 「HAPPY」 2023年8月9日）
- Juice=Juice （ロマンスの途中 (2023 10th Juice Ver.) 「Juicetory」 2023年10月11日）
- 吉澤嘉代子 （セブンティーン、夢はアパート 「若草」 2023年11月15日）
- Rei （Love is Beautiful with Ginger Root 「VOICE」 2023年11月29日）

2024年
- 中島卓偉 （って言いながら 2024年1月29日）
- 山崎育三郎 （神に生かされた俺、Land of covenant「The Handsome」 2024年4月24日　OKAMOTO'Sとして参加）

## プロデュース
- 住岡梨奈 （涙日和、カラフル・モノクローム 「watchword」 2014年11月12日） サウンド・プロデュース。
- チャラン・ポ・ランタン （ワーカホリック 「テアトル・テアトル」 2014年12月3日） UCARY & THE VALENTINEと共にサウンド・プロデュース。
- Negicco （SNSをぶっとばせ 「ティー・フォー・スリー」 2016年5月24日） プロデュース。
- 吉澤嘉代子 （ユートピア 「屋根裏獣」 2017年3月15日） サウンド・プロデュース。レコーディングメンバーはGuitar.いまみちともたか、Bass.ハマ・オカモト、Drums.岡本啓佑 from 黒猫チェルシー、Piano.世武裕子、Strings.チーム岡村美央。
- Charisma.com （classic glasses 「not not me」 2017年3月22日） サウンド・プロデュース。
- LiSA （NIPPON 「椎名林檎トリビュートアルバム『アダムとイヴの林檎』」 2018年5月23日） 渡辺シュンスケと共同プロデュース。レコーディングメンバーはGuitar.PABLO、Bass.ハマ・オカモト、Drums.岡本啓祐 from 黒猫チェルシー、Piano.渡辺シュンスケ、Accordion.小春 from チャラン・ポ・ランタン。
- 足立佳奈 （ライオンの居場所 「あなたがいて」 2021年11月24日） 澤村一平と共同プロデュース。
- Cocco （コバルト 「プロム」 2022年3月23日） 澤村一平と共同プロデュース。

## ライブサポート
- YO-KING
- 藤原ヒロシ
- 真心ブラザーズ
- 鈴木茂×INO hidefumi
- 星野源
- THE BAWDIES
- 奥田民生 (奥田民生 生誕50周年伝説“となりのベートーベン” 2015年12月22日)
- 吉澤嘉代子 (ROCK IN JAPAN FESTIVAL 2017、ウルトラスーパーミラクルツアー 2018年、デビュー5周年記念 吉澤嘉代子のザ・ベストテン 2019年11月30日)
- 木村カエラ (SUMMER SONIC 2019)
- オカモトコウキ (1stソロライブ＠Veats Shibuya 2019年11月5日)
- マハラージャン（生配信LIVE「『僕のスピな人』リリース記念～スピシャル～ライブ」2021年7月16日）
- Rei（「Reiny Friday -Rei & Friends- Vol. 14」2022年9月23日）

## 出演

### テレビ番組
- ダウンタウンの浜ちゃんパパ 100%素の正月ハワイ旅行（1996年1月21日、テレビ朝日） - 本名の濵田郁未として出演。
- BIG AUDIO DYNAMITE（2014年10月30日- 不定期放送、スペースシャワーTV） - バンドのリズム隊に着目した音楽番組、MCを担当。
- タモリ倶楽部（テレビ朝日) 
  - 2015年1月9日・16日、「空耳アワード!2015[22]」
  - 2016年3月18日、「楽器売り場でヘビロテ中!! 試し弾きランキング」
  - 2017年3月31日、「美しい!気持ちいい!全日本ワンタッチ選手権」
  - 2019年8月23日、「自腹で食べる!? 食べない!? ドケチ芸人VS高級食品PR5番勝負」
  - 2019年11月1日・8日、「第22回『空耳アワード2019』」
  - 2020年12月18日、「家電の音だけでクリスマスソング演奏」
  - 2022年1月14日、「今日から保留が楽しくなる!日本列島 保留音ビンゴ」
- FULL CHORUS 〜音楽は、フルコーラス〜（2015年3月31日-2019年6月24日、BSスカパー!）- ベッキーとMCを担当。ベッキー休業中は、単独でMCを担当していた。
- MUSIC STATION （テレビ朝日）
  - 2015年6月5日 - 自身のバンドOKAMOTO'Sとして初出演。
  - 2015年9月23日、ウルトラFES - 椎名林檎のバックバンドのメンバーとして出演。
  - 2015年12月25日、SUPER LIVE - 星野源のバックバンドのメンバーとして出演。
  - 2017年12月22日、SUPER LIVE - 「椎名林檎と松崎ナオ」のバックバンドのメンバーとして出演。
- 関ジャム 完全燃SHOW（テレビ朝日）
  - 2015年11月1日、丸山隆平（関ジャニ∞）にスラップ奏法を指南する企画でVTR出演[23]。
  - 2016年2月14日、「音楽講座特別編～J-POP検定」に個人として出演。セッションコーナーには自身所属のバンド・OKAMOTO'Sとして出演[24]。
  - 2016年5月8日、「J-POP検定」に出演[25]。
  - 2017年3月26日、「凄腕アーティストが教えるベースの世界」に出演[26]。
  - 2021年9月19日、「Creepy Nutsって音楽的に何がスゴいの?」にVTR出演[27]。
  - 2021年12月15日、自身が『関ジャムスペシャルバンド』として出演した音楽フェス『関ジャムFES』の模様を放送[28][29]。
- スカパー!音楽祭（2016年2月28日・2017年3月12日・2018年3月14日、BSスカパー!）- MCを担当。自身のバンドのOKAMOTO'Sも全ての年に出演。
- ムジカ・ピッコリーノ（2016年8月5日、NHK Eテレ） - エレキベースの専門家「シニョーレ・ハマー」として登場。
- うたコン（2016年10月18日、NHK 総合 - 石川さゆり、AyaBambiらとコラボ。柳ジョージの酔って候を披露。
- シャキーン! （NHK Eテレ） - 音棒倒し
- おげんさんといっしょ（2017年5月4日、2018年8月20日、2019年10月14日、NHK総合）
- 谷原章介の25時ごはん（2017年5月31日、TBS）
- 白昼夢（2018年7月15日・22日、フジテレビ）
- 見っどナイト（2019年4月 - 、KTS鹿児島テレビ）
- 人と音楽（2019年6月18日、フジテレビ）
- 新世紀ミュージック (2019年11月4日-、BSスカパー!）- MC
- KinKi Kidsのブンブブーン（2020年6月20日、フジテレビ）- テーマ曲レコーディング。
- プレスク（2020年10月25日 - 2022年9月25日、BSフジ）※月1回放送 - MC
- SWITCHインタビュー 達人達（2021年3月6日、NHKEテレ1・東京）- 「塚地武雅×ハマ・オカモト」
- SPACE SHOWER MUSIC AWARDS（2021年3月8日・2022年3月15日、スペースシャワーTV） - MC
- ハマスカ放送部（2021年10月8日 - 、テレビ朝日） - MC[30]。
- 沼にハマってきいてみた（2023年4月 - 、NHK Eテレ） - MC
- スゴEフェス 生放送スペシャル!（2023年11月25日、NHK総合）- MC
- 見っどナイト（2016年 - 、KTS鹿児島テレビ） - 準レギュラー。OKAMOTO'Sでの出演のほか、番組MCの小鍜治宏将がハマからベースを教わる2019年4月からの企画「小鍜治、ベース始めました。」等に出演[19]。

### ラジオ番組
- MUSIC FREAKS（2010年10月 - 2011年9月、FM802）
- RADIPEDIA（2010年1月 - 2014年9月、J-WAVE） - 木曜[注釈 14]ナビゲーター
- ROCK WITH YOU（2015年4月4日 - 2016年12月25日、J-WAVE） - ナビゲーター
- オールナイトニッポンR（2017年8月12日、ニッポン放送 ） - 週替わりパーソナリティ一
- Daisy Holiday!（2018年3月25日、2019年3月31日、4月7日、InterFM）
- Creepy Nutsのオールナイトニッポン0(ZERO)（2018年10月17日、2019年10月8日、ニッポン放送）
- 星野源のオールナイトニッポン（2019年1月16日、ニッポン放送）
- BINTANG GARDEN『ハマ･オカモト生誕祭 〜祝われるDJ STYLE〜』（2019年3月10日、FM802）
- THE MUSIC OF NOTE Special "細野晴臣 HOCHONO RADIO"（2019年4月7日、FM COCOLO）
- 松任谷由実のYuming Chord（2019年4月12、19日、TOKYO FM）
- THE TRAD (2019年9月30日 - 、 TOKYO FM) - 副店長（水・木曜パーソナリティ）
- Blue Ocean（2021年9月29日・TOKYO FM） - ゲスト
- 山崎怜奈の誰かに話したかったこと。（TOKYO FM）
  - 2023年1月4日 - ゲスト
  - 2024年1月25日 - 代理パーソナリティ[注釈 15]

### CM
- 積水ハウス『この日を忘れない』篇（2018年11月 - ） - 川床明日香と共演[31]。またCM内で使用されている楽曲「積水ハウスの歌 ベースバージョン」の演奏も担当。
- アサヒビール ビアリー『微アル誕生』篇（2021年3月4日 - ） - 本田翼らと共演[32]。
- 日本郵政 新TV-CMシリーズ「手紙の部屋」の第1弾「手紙の部屋 母の日」篇 （2021年4月22日 - ） - 芦田愛菜と共演。

### 吹き替え
- ハン・ソロ/スター・ウォーズ・ストーリー（2018年）[33]

### MV
- 桑田佳祐 feat. 佐野元春, 世良公則, Char, 野口五郎「時代遅れのRock'n'Roll Band」[34]

## その他
- Negicco「サンシャイン日本海」 - 通常盤の帯コメントを担当。